# Christine Delaroche
Pour les articles homonymes, voir Delaroche.
Christine Delaroche est une actrice, chanteuse et parolière française, née le 24 mai 1944 à  Paris 17e .

## Biographie
De son vrai nom Christine Palle, elle obtient son bac à 17 ans avant de poursuivre simultanément des études de sociologie à la Sorbonne et d'art dramatique chez Tania Balachova. En 1963, elle est admise au Conservatoire dans la classe de Robert Manuel.
Elle fait ses débuts au théâtre en 1964, puis à la télévision en 1965 où elle est la brune ingénue rivale de l’autre brune plus inquiétante, Juliette Gréco, dans le feuilleton à succès qui fit trembler les téléspectateurs durant quatre semaines, Belphégor de Claude Barma.
Ensuite, on la retrouve au cinéma où elle enchaîne trois films importants entre 1966 et 1967 avec notamment, comme partenaires, Montgomery Clift tenant son dernier rôle au cinéma dans L'Espion et Bourvil dans Les Arnaud. Dans l'adaptation télévisée Le Songe d'une nuit d'été de Jean-Christophe Averty, elle est Hermia et donne la réplique à Claude Jade/Héléna. Par la suite, on la voit essentiellement au théâtre et à la télévision.
Parallèlement, durant les années 1960-70, elle enregistre plusieurs 45 tours et albums avec des chansons notamment composées par son époux de l’époque, l’auteur-compositeur-interprète Guy Bontempelli dont elle est séparée depuis et qui reste son « ex-mari pour la vie » (sic). Ses titres les plus connus sont Les Tigres et les Minets (paroles de Pierre Saka et musique de Jean Bernard, 1967) et Je les aime comme ça (paroles et musique de Guy Bontempelli, 1968).
Elle est aussi l’une des rares actrices françaises à apparaître dans la série télévisée britannique Chapeau melon et bottes de cuir en 1977.
Dans les comédies musicales, que ce soit à la télévision ou au théâtre, elle est, entre autres, la partenaire de Claude François dans Cendrillon où elle tient le rôle-titre, comédie musicale télévisée de la série Si Perrault m'était conté (1966), et de Serge Lama dans Napoléon, comédie musicale de Jacques Rosny où elle incarne Joséphine de Beauharnais, un spectacle dont le succès conduit la troupe sur la scène internationale (1984-1988).
Consécutivement à l’enregistrement de son album J’aime (1995), elle a l’occasion de démontrer durant plusieurs saisons (1996-2001), avec son one-woman-show Sensualité bien élevée, l’étendue de ses talents de chanteuse et de comédienne dans ce spectacle mis en scène par Annabelle Roux.

### Vie privée
Elle a été successivement mariée à l'éditeur Olivier Orban (25 octobre 1967), à l'auteur-compositeur Guy Bontempelli, dont elle a adopté la fille, Élise, et au chef d'orchestre Michel Guillaume, dont elle a adopté le fils Jérémie. En septembre 2004, elle a épousé l'avocat Yves Tournois, ami et conseiller de longue date[réf. nécessaire].

## Théâtre
- 1964 : L'Illusion comique de Pierre Corneille, mise en scène Armel Marin et Jacqueline Croisette-Desnoyers, espace Saint-Pierre (Neuilly-sur-Seine).
- 1964 : Le Troisième Témoin de Dominique Nohain, mise en scène de l'auteur, théâtre de l'Ambigu
- 1966 : Mouche, adaptation de la comédie musicale Carnival! (en)[Note 1] par Paul Misraki, musique et lyrics Bob Merrill, livret Michael Stewart (en)[Note 2], mise en scène Raymundo de Larrain, théâtre de la Porte-Saint-Martin[Note 3]
- 1968 : Beaucoup de bruit pour rien de William Shakespeare, mise en scène Jorge Lavelli, théâtre de la Ville
- 1969 : Le monde est ce qu'il est d'Alberto Moravia, mise en scène Pierre Franck, théâtre des Célestins, théâtre de l'Œuvre
- 1970-1973 : La Souricière d'après Agatha Christie, mise en scène Jean-Paul Cisife, théâtre des Célestins, théâtre Hébertot, théâtre de la Potinière
- 1973 : Crime impossible de Michel Arnaud, mise en scène Jean-Paul Cisife, théâtre de la Renaissance
- 1973 : Les Femmes savantes de Molière, mise en scène Michel Debane, Festival d'Amboise
- 1974 : Le Siècle des lumières de Claude Brulé, mise en scène Jean-Laurent Cochet, théâtre du Palais-Royal
- 1975 : Mayflower, comédie musicale d'Éric Charden et de Guy Bontempelli, théâtre de la Porte-Saint-Martin, Theater an der Wien (Autriche)
- 1979-1981 : Kean d’Alexandre Dumas, mise en scène Mario Franceschi, théâtre Marigny, Théâtre Sorano
- 1981 : Huis clos de Jean-Paul Sartre, mise en scène Georges Wilson, théâtre des Mathurins
- 1983 : No, No, Nanette, adaptation de la comédie musicale américaine créée en 1925[3], mise en scène Michel Dunand, Opéra-théâtre de Metz
- 1983 : La Surprise de Christian Nohel, mise en scène Jean-Luc Moreau, théâtre Marigny, théâtre du Splendid, tournée
- 1984-1988 : Napoléon, comédie musicale de Serge Lama, théâtre Marigny, tournée mondiale : Joséphine de Beauharnais
- 1989 : Rendez-vous au Plazza de Neil Simon, mise en scène Emilio Bruzzo, tournée Baret
- 1990 : Le service est incompris de Valentin Montani, mise en scène Christine Delaroche, Festival de Trouville-sur-Mer
- 1991 : Mozart spectacle musical de Sacha Guitry et Reynaldo Hahn, mise en scène Yves Pignot, théâtre de Boulogne-Billancourt
- 1991 : Décibel de Julien Vartet, mise en scène Gérard Savoisien, théâtre Édouard VII
- 1991 : Quand épousez-vous ma femme ?, de Jean Bernard-Luc et Jean-Pierre Conty, mise en scène Daniel Colas (lieu de représentation inconnu)
- 1992-1993 : No, No, Nanette, comédie musicale, mise en scène Michel Dunant, tournée Baret
- 1993 : Durant avec un T de Julien Vartet, mise en scène Daniel Colas, théâtre Édouard VII
- 1994 : Décibel de Julien Vartet, mise en scène Gérard Savoisien, théâtre Édouard VII
- 1995 : Gwendoline de Laurence Jyl, tournée Spectacle 2000, théâtre des Nouveautés
- 1996-2001 : Sensualité bien élevée de Christine Delaroche, mise en scène d'Annabelle Roux, Petit Marigny, L'Imprévu Café, Le Sentier des Halles, théâtre Les Déchargeurs, Festival d'Avignon...
- 1998 : Sylvia d'Albert Ramsdell Gurney, adaptation Claude Baignères et Anne Tognetti, mise en scène Lars Schmidt, tournée Spectacle 2000
- 2001 : Quelle famille ! de Francis Joffo, mise en scène Francis Joffo, théâtre Saint-Georges, théâtre du Palais-Royal
- 2004-2005 : Folles de son corps de Gérard Moulevrier (avec la collaboration d'Alain Sachs), mise en scène Alain Sachs, théâtre des Bouffes-Parisiens, tournée
- 2006 : Les Monologues du vagin d'Eve Ensler, mise en scène Caroline Loeb
- 2006-2007 : Comme le temps passe, spectacle musical de Christine Delaroche, mise en scène Claudine Barjol, théâtre des Mathurins, Espace Kiron (Paris)
- 2008-2009 : La Clef de Laurence Jyl, mise en scène Francis Joffo, tournée française
- 2010-2011 : Les Oreillers de Christine Delaroche et Claudine Debrach, mise en scène Roland Marchisio, création au théâtre de Dreux et tournée française
- 2012-2013 : Cours toujours ! de Bruno Druart et Henri Guybet, mise en scène Luq Hamett, tournée européenne
- 2014-2015 : Tout reste à faire de Christine Delaroche, mise en scène de l'auteur avec Dominique Viriot, théâtre Georges-Galli (Sanary-sur-Mer), théâtre municipal d'Esch-sur-Alzette, Centre Culturel Polyvalent (Mandeure), théâtre de Longjumeau (Longjumeau), salle Yann-Piat (La Londe-les-Maures), Espace culturel Beaumarchais (Maromme)

## Filmographie

### Cinéma
- 1963 : Véronique ou les jeunes filles, court métrage, de Carlos Vilardebo : non crédité
- 1966 : Un monde nouveau, de Vittorio De Sica : Anne
- 1966 : L'Espion, de Raoul Levy : Ingrid
- 1967 : Les Arnaud, de Léo Joannon : Lætitia
- 1989 : Comédie d'amour, de Jean-Pierre Rawson : la secrétaire
- 2001 : Un crime au paradis, de Jean Becker : Geneviève, la secrétaire de Jacquard

### Télévision

#### Téléfilms
- 1969 : Le Songe d'une nuit d'été, téléfilm de Jean-Christophe Averty : Hermia
- 1973 : Au théâtre ce soir : D'après nature ou presque de Michel Arnaud, mise en scène Jean-Paul Cisife, réalisation Georges Folgoas, théâtre Marigny
- 1984 : Au théâtre ce soir : La Surprise de Christian Nohel, mise en scène Jean-Luc Moreau, réalisation Pierre Sabbagh, théâtre Marigny

#### Séries télévisées
- 1965 : Belphégor ou le Fantôme du Louvre, mini-série de Claude Barma : Colette Ménardier
- 1966 : Si Perrault m'était conté, épisode Cendrillon : Cendrillon
- 1966 : Allô Police, épisode Fausse monnaie
- 1977 : Chapeau melon et bottes de cuir (The Avengers), série britannique, épisodes 1 et 2 Le Long Sommeil (K Is For Kill) : Jeanine Leparge
- 1981-1984 : La Vie des autres :
  - épisode Christophe de Gilles Legrand : Béatrice (1981)
  - épisode La Jauneraie de Jean-Pierre Prévost (1984)
- 1984 : Billet doux, mini-série de Michel Berny : Catherine
- 2007 : Plus belle la vie, série : Graziella Cavallari
- 2021 : Capitaine Marleau, série, épisode L'Homme qui brûle : Mme Girardin

#### Jeux télévisés
- Le Francophonissime (elle représentait Télé Luxembourg)
- Les Jeux de 20 heures
- L'Académie des neuf

## Discographie

### Contribution
- 1966 : extraits de la comédie musicale Mouche de Paul Misraki, représentée au Théâtre de la Porte-Saint-Martin. Christine Delaroche interprète L’amour fait tourner le monde et La Barbe à papa, 45 tours EP Disques Barclay réf. 71 094[Note 7].
- 1972 : L'Étrangère, paroles et musique de Guy Bontempelli, en duo avec Guy Bontempelli, face 2 du 45 tours S où Guy Bontempelli interprète en face 1 Quand je vois passer un bateau[Note 8], Polydor réf. 2056 133.
- 1975 : extraits de la comédie musicale Mayflower de Guy Bontempelli et Éric Charden. Album multi-artistes, Christine Delaroche interprète un seul titre, Les Élections. Double 33 tours Charles Talar Records/Sonopresse réf. 80 506/7.
- 1984 : Marie, la polonaise : Napoléon volume III, album de Serge Lama. Paroles de Serge Lama et musique d'Yves Gilbert. Christine Delaroche interprète Méfiez-vous des servantes et deux duos avec Serge Lama, Frappe, frappe, frappe et Moi, je me porte bien, 33 tours Philips réf. 822-852-1.
- 2018 : Le Retour de Mary Poppins, BO française du film musical Le Retour de Mary Poppins, album multi-artistes, Christine Delaroche interprète La Magie des ballons[5], CD Walt Disney Records.

## Doublage

### Cinéma

#### Films
- Susan Sarandon dans :
  - Les Quatre Filles du docteur March (1994) : Abigail « Marmee » March
  - Ma meilleure ennemie (1998) : Jackie Harrison
- 1979 : Les Loups de haute mer : Sanna (Lea Brodie)
- 1979 : Airport 80 Concorde : Alicia Rogov (Andrea Marcovicci)
- 1983 : Osterman week-end : Ali Tanner (Meg Foster)
- 1984 : Footloose : Vi Moore (Dianne Wiest)
- 1985 : Chorus Line : Sheila Bryant (Vicki Frederick)
- 1990 : Vengeance : la star du rock (Sally Kirkland)
- 1991 : Les Deux Sirènes : Rachel Flax (Cher)
- 1993 : La Classe américaine (Le Grand Détournement) : voix de Lauren Bacall et Yvonne De Carlo
- 1994 : Légendes d'automne : Isabel Ludlow (Christina Pickles)
- 1996 : Pinocchio : Leona (Geneviève Bujold)
- 1996 : Tin Cup : Doreen (Linda Hart)
- 1997 : Tennessee Valley : Carol Fitzsimmons (Diane Keaton)
- 1998 : Buffalo '66 : Jan Brown (Anjelica Huston)
- 1999 : American History X : Doris Vinyard (Beverly D'Angelo)
- 2000 : American Girls : Christine Shipman (Sherry Hursey)
- 2001 : La Prison de verre : Erin Glass (Diane Lane)
- 2002 : Austin Powers dans Goldmember : Frau Farbissina (Mindy Sterling)
- 2004 :  Le Fantôme de l'Opéra : Madame Giry (Miranda Richardson)
- 2004 : Final Cut : Thelma (Mimi Kuzyk)
- 2005 : Otage : Laura Shoemaker (Tina Lifford)
- 2007 : 4 mois, 3 semaines, 2 jours : Adela Racoviceanu (Marioara Sterian)
- 2007 : Outlaw : Emily Maitlis (Emily Maitlis)
- 2007 : Lettre ouverte à Jane Austen : Bernadette (Kathy Baker)
- 2007 : L'Amour aux temps du choléra : voix de la femme avec Tránsito
- 2009 : Julie et Julia : Madame Brassart (Joan Juliet Buck)
- 2011 : Fighter : Alice Ward (Melissa Leo)
- 2012 : Happiness Therapy : Dolores Solitano (Jacki Weaver)
- 2018 : Le Book Club : Vivian (Jane Fonda)
- 2018 : Le Retour de Mary Poppins : la dame aux ballons (Angela Lansbury) (version française et québécoise)

#### Films d'animation
- 2000 : Gloups ! Je suis un poisson : tante Anna
- 2014 : Planes 2 : Winnie
- 2016 : Vaiana : La Légende du bout du monde : Grand-mère Tala
- 2024 : Vaiana 2 : Grand-mère Tala[6]

### Télévision

#### Téléfilms
- 1999 : Les Fugueurs : Charlotte Emory (Susan Sarandon)
- 2009 : Une femme fragile : Betty Walker (Kathy Baker)
- 2010 : Le Cœur chocolat : Louise van Schooten (Daniela Ziegler)

#### Séries télévisées
- Candice Bergen dans :
  - Les Dessous d'Hollywood (1985) : Elaine Conti
  - Murphy Brown () : Murphy Brown
- Kathy Baker dans :
  - Un drôle de shérif (1992-1996) : docteur Jill Brock
  - Boston Public (2001-2002) : Meredith Peters
- 1980-1982 : Flamingo Road : Alicia Sanchez (Gina Gallego)
- 1988 : Juliette je t'aime : Pauline
- 1990-2000 : Beverly Hills 90210 : Jackie Taylor (Ann Gillespie)
- 1994-1997 : New York Undercover : lieutenant Virginia Cooper (Patti D'Arbanville)
- 1995 : Orgueil et Préjugés : Mrs Gardiner (Joanna David)
- 1996-2001 : Brigade des mers : Sergent Helen Blakemore (Toni Scanlan)
- 2002-2005 : Fortune et Trahisons : voix de la princesse Beate von Thorwald (Daniela Ziegler)
- 2005-2013 : Hercule Poirot : Ariadne Oliver (Zoë Wanamaker)
- 2013 : Un flic d'exception : Maxine Owen (Valarie Pettiford)

#### Séries d'animation
- 2017 : Ariol : ? (2e voix, saison 2)

#### Jeux vidéo
- 1997 : Atlantis : Secrets d'un monde oublié : la reine Rhéa

## Publication
- Christine Delaroche, Sensualité bien élevée, Paris, Dacres éditions, coll. « L'Envers du Décor », 4 octobre 2017, 200 p. (ISBN 979-10-92247-58-9, présentation en ligne).